# Sosabeol-Reports-Town-Stadion
Das Sosabeol-Reports-Town-Stadion  ist ein Fußballstadion in der südkoreanischen Stadt Pyeongtaek, Provinz Gyeonggi-do. Seit 2017 trägt das Franchise Pyeongtaek Citizen FC ihre Heimspiele im Stadion aus. Pyeongtaek Citizen FC spielt aktuell (2018) in der K3 League Advance, der vierthöchsten Spielklasse Südkoreas.

## Galerie

Gegengerade
Tribüne mit Anzeigetafel
Tribüne zwischen Haupt- und Gegentribüne